# ARD Plus
ARD Plus ist ein kostenpflichtiges Angebot der ARD, mit Inhalten, die aus lizenzrechtlichen Gründen in der ARD-Mediathek nicht mehr angeboten werden dürfen. Es wird betrieben von der ARD Plus GmbH. Sie ist ein Tochterunternehmen der WDR mediagroup, einer Dachgesellschaft, in der alle kommerziellen Aktivitäten des WDR gebündelt sind. Neben dem eigenständigen Angebot ARD Plus betreibt sie die Weiterentwicklung des Angebots in Form eigenständiger Streaming-Kanäle.  Seit der Gründung im Jahr 2020 sind Michael Loeb und Ingo Vandré Geschäftsführer.

## Inhalte und Abgrenzung
ARD Plus bietet Fernsehfilme, Serien, Shows, Dokumentationen, Kinderprogramme und das Tatort-Archiv der ARD mit fast 600 Folgen. Nach den Bestimmungen des Medienstaatsvertrags dürfen die meisten Inhalte der ARD-Mediathek je nach Genre und Lizenz nur eine bestimmte Zeit lang angeboten werden. Grundsätzlich darf mit dem Rundfunkbeitrag ausschließlich der öffentlich-rechtliche Auftrag finanziert werden. Darüber hinausgehende Angebote müssen zum Schutz des Wettbewerbs auf dem freien Markt refinanziert werden.

## Entstehung
Bereits im Jahr 2012 planten das ZDF und kommerzielle Töchter der ARD gemeinsam mit deutschen Fernsehproduktionsgesellschaften eine gemeinsame Video-on-Demand-Plattform mit dem Arbeitstitel „Germany’s Gold“. Das Ziel war ein Angebot, das die Höhepunkte der deutschen Film- und Fernsehproduktion der vergangenen Jahrzehnte zusammenfasst. Das Vorhaben scheiterte an kartellrechtlichen Hürden.
Einen neuen Ansatz verfolgten Verwertungstöchter der ARD im Jahr 2018 in Kooperation mit der Deutschen Telekom; ARD Plus wurde für alle MagentaTV Kunden kostenfrei zugänglich. Weitere Kooperationen folgten mit Amazon Prime im Jahr 2020 und Apple TV Anfang 2021.
Mittlerweile ist ARD Plus als Kanal von Amazon Prime, Apple TV und für alle Kunden von MagentaTV verfügbar. Außerdem sind ARD-Plus-Inhalte im Bordkino der Deutschen Bahn enthalten und Teil des blue Play-Abos von Swisscom. Seit Ende 2022 werden die Inhalte in dem eigenständigen Kanal ardplus.de angeboten.